# Namık Güner Erpul

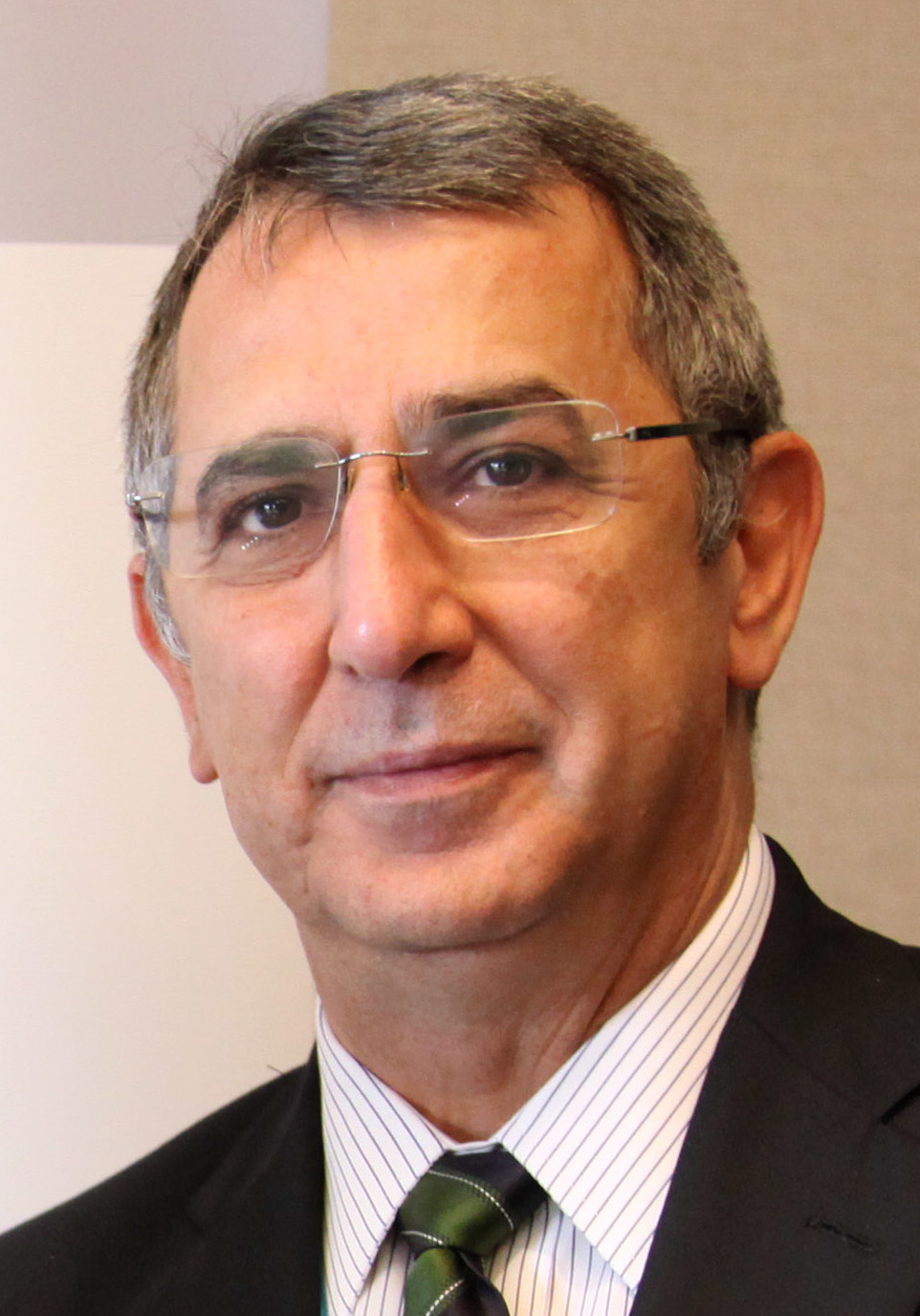
Namık Güner Erpul (2013)

Namık Güner Erpul (* 28. November 1957 in Silifke) ist ein türkischer Diplomat. 

## Leben
1983 schloss er ein Studium der Internationalen Beziehungen an der Universität Ankara ab und trat am 30. November 1984 in den auswärtigen Dienst ein; von 13. Januar 1984 bis 30. Juli 1985 beschäftigten ihn die türkischen Streitkräfte. Von 2. September 1985 bis 16. März 1988 war er Gesandtschaftssekretär dritter Klasse bei der Mission beim Europarat. Vom 16. März 1988 bis 29. August 1990 war er Gesandtschaftssekretär dritter Klasse in Stockholm. Von  29. August 1990 bis 1. September 1993 war er Gesandtschaftssekretär zweiter Klasse in Damaskus. Von 1. September 1993 bis 5. Oktober 1993 war er Gesandtschaftssekretär zweiter Klasse in der Abteilung Europa. Von 5. Oktober 1993 bis 29. August 1995 war er Leiter der Abteilung Europa. Von 29. August 1995 bis 1. Dezember 1999 war er Gesandtschaftssekretär erster Klasse bei der Mission bei der OSZE in Wien. Von 1. Dezember 1999 bis 17. Juli 2000 war er in der  Abteilung Rüstungskontrolle beschäftigt. Von 17. Juli 2000 bis 27. August 2001 leitete er die Abteilung Rüstungskontrolle. Von 27. August 2001 bis 1. Oktober 2004 war er Gesandtschaftsrat beim UN-Hauptquartier. Von 27. August 2001 bis 1. September 2006 war er Gesandter in Rom. Von 1. September 2006 bis 8. Februar 2007 war er Leiter der Abteilung Energie Wasser Umwelt. Von 8. Februar 2007 bis 28. April 2008 war er Leiter der Abteilung Nahost. Von 28. April 2008 bis 15. Februar 2010 war er Leiter der Abteilung Kultur. Von 15. Februar 2010 bis 14. Februar 2014 war er Botschafter in Lima und am 1. März 2011 wurde er gleichzeitig in La Paz Bolivien akkreditiert. Seit 14. Februar 2014 ist er Botschafter in Taschkent.
| Vorgänger              | Amt                                                                | Nachfolger     |
| ---------------------- | ------------------------------------------------------------------ | -------------- |
| —                      | türkischer Botschafter in Lima 15. Februar 2010 bis 9. Januar 2014 | Ferda Akkerman |
| Mehmet Sertaç Sönmezay | türkischer Botschafter in Taschkent Seit 14. Februar 2014          | —              |